# Bestaanseconomie
Een bestaanseconomie, overlevingseconomie of subsistentie-economie (subsistence economy) is een economie waarbinnen de meeste goederen door de producenten zelf worden geconsumeerd. Hierbij werkt het grootste gedeelte van de mensen in de landbouw. Dit is een vorm van economie, die tegenwoordig nog aangetroffen kan worden in ontwikkelingslanden.
In tegenstelling tot in een markteconomie is men in hoge mate zelfvoorzienend, waardoor er slechts in beperkte mate sprake is van distributie. De distributie die er wel is, kan voortkomen uit solidariteit zoals bij de jager-verzamelaars. Waar sprake is van regionale specialisatie kan ruilhandel ontstaan om zaken te verkrijgen die men niet zelf kan produceren. Een derde mogelijkheid is het geven van geschenken om zo wederkerige relaties te creëren.